# Krînîțea, Lohvîțea
Krînîțea (în ucraineană Криниця) este un sat în orașul raional Lohvîțea din regiunea Poltava, Ucraina.

## Demografie
Componența lingvistică a localității Krînîțea
     Ucraineană (94,99%)
     Rusă (4,61%)
     Alte limbi (0,4%)
Conform recensământului din 2001, majoritatea populației localității Krînîțea era vorbitoare de ucraineană (94,99%), existând în minoritate și vorbitori de rusă (4,61%).